# Talampulán
Talampulán (Talampulan Island) es una isla situada en Filipinas, adyacente a la de Busuanga, isla que forma parte del grupo de Calamianes.
Administrativamente forma parte del barrio de  Panlaitán, cuya sede se encuentra en esta isla,  del municipio filipino de tercera categoría de Busuanga perteneciente a la provincia  de Paragua en Mimaro,  Región IV-B.

## Geografía
Isla Busuanga es  la más grande del Grupo Calamian situado a medio camino entre las islas de Mindoro (San José) y de Paragua (Puerto Princesa), con el Mar de la China Meridional a poniente y el mar de Joló a levante. Al sur de la isla están las otras dos islas principales del Grupo Calamian: Culión y  Corón.
Bañada por las aguas del mar de la China Meridional, tiene aproximadamente 2.300 metros de largo, en dirección norte-sur, y unos 1.300 metros de anchura máxima.
Situada a poniente de Isla Calauit, dista 1.700 m de la costa, cabo Detobetabet (Detobetabet Point ).
Administrativamente forman parte del Barrio de Panlaitán las islas de Malajón, Talampulán, Dabotonay  y Pamalicán. Malajón, la más septentrional del grupo,  se encuentra 3.500 metros al noroeste.
La vecina isla de Compare (sitios de Capare, Tapic y Talampetán) dista escasos 1.100 metros, mientras que la de Dabutoyán se encuentra 700 metros al sur.

### Demografía
El barrio  de Panlaitán contaba  en mayo de 2010 con una población de 3.509 habitantes, siendo el más poblado del municipio.